# Bečki hrvatski kolegij

Collegium Croaticum Viennense bio je hrvatski kolegij koji je djelovao u Grazu od 1608. do 1624. te poslije u Beču od 1624. do 1783. kada ga je dokinuo Josip II.

## Prve godine
Kolegij pak utemeljio prepozit zagrebačkog kaptola kanonik Baltazar Dvorničić (Baltazar Napuli) 1608. godine u Grazu, te ga je namijenio svećeničkim kandidatima zagrebačke biskupije. Financijskoj je konstrukciji pridonio velikim novcem kojeg je dobio iz dobivene parnice s biskupom Šimunom Bratulićem. Kolegij je djelovao u Grazu do njegove smrti 1624. godine kada je preseljen u Beč. Razlog prelaska bila je činjenica da su u Beču već boravili neki studenti te je Kaptol odlučio utemeljiti jedan zajednički kolegij. Dodatni razlog bio je u posjedovanju kuće u Beču u kojoj bi odsjedali kanonici i drugi hrvatski dostojanstvenici pri obavljanju poslova na dvoru u Beču.  

## Bečki kolegij
Prepozit Benedikt Vinković, otišao je u Beč 2. rujna 1624. te sklopio ugovor s isusovačkim provincijalom Ivanom Argertom i rektorom akademije i Wilimom Lamermonom da četvorica kandidata (alumina) zagrebačke biskupije prime u isusovačko sjemenište Sv. Pankracija, (Pazmaneum). Uz zgradu sjemeništa nalazila se kuća Osvalda Flaishocera koju je kupio zagrebački kaptol 30. travnja 1626. Pitomci su se uselili u kolegij 1629. godine. Da bi postigli željenu veličinu kolegija kaptol je kupio i kuću od ugarskog palatina grofa Nikole Esterhazya 8. lipnja 1632. godine. 1649. godine kaptol je sastavio zakladnicu u kojoj stoji da su pitomci dužni mjesečno izmoliti dvije krunice jednu za utemeljitelja Baltazara Napulia, a drugu za dobročinitelje. Kuće zavoda nisu imale vrt (park)  gdje bi se pitomci mogli rekreirati te je kupljen jedan vrt 1697. godine te u njemu namješten vrtlar koji ga je održavao. Vrt se nalazio u Leopoldstadtu. Ugarski primas Barkoczy odlučio je prodati zgradu Pazmaneuma u Beču i povući pitomce u Mađarsku, te ju je ponudio zagrebačkom kaptolu da je kupi 1762. Kaptol se teško odlučio za kupnju Pazmaneuma, ali na inzistiranje zagrebačkog biskupa Thauszya, otišao je čazmanski prepozit Ivan Paxy u Beč i kupio zgradu zavoda za 52 000 forinti. Rektor Blaž Dumbović preselio se s pitomcima te su tamo boravili četiri godine kada se mađarska politika uplela te su tražili da ponovno dobiju zgradu Pazmaneuma.  Marija Terezija naložila je 1. ožujka 1766. zagrebačkom kaptolu poslati svog predstavnika te preuzeti novac kojim je plaćen zavod. U Beč je otišao kanonik Ganjuf koji se trudio svim silama zadržati zgradu, ali nije uspio, te su Mađari opet ušli u posjed zgrade Pazmaneuma. Od novca koji je vraćen kupljena je po četvrti puta zgrada u ulici Bäckerstrasse, a kanonik Ganjuf je po povratku u Zagreb radi svojih zasluga pri posredovanju postao zagrebački biskup. U novoj zgradi su bili još uvijek stanari te su pitomci stanovali u Pazmaneumu do jeseni kada su se uselili u nove prostore.  Zavod je djelovao do 1783. godine kada ga je dokinuo Josip II.

## Život u kolegiju
Život u kolegiju bio je uređen pravilnikom koji je sastavio Benedikt Vinković 19. studenog 1629. godine. Pri dolasku u kolegij pitomac je polagao prisegu vjernosti, a bila je identična prisezi hrvatsko-ugarsko kolegija iz Bologne. Pitomci su se dijelili na alumine koji su bili svećenički kandidati, te konviktorci koji su studirali druge znanosti te su morali plaćati smještaj u kolegiju, većinom su bili djeca plemića. Pitomci su se odijevali u posebno odijelo te su nosili i šal u obliku palija. Kroz kolegij je prošlo 900 pitomaca, te su po povratku u domovinu obavljali istaknute poslove u crkvenim i političkim krugovima.

## Upravitelji kolegija
Na čelu kolegija nalazio se kurator kojega je postavljao kaptol te je bio jedan od starijih i ozbiljnijih pitomaca. Kuratori su upravljali kolegijem od 1627. do 1667. kada zbog nesuglasica između pitomaca i kuratora kaptol odlučuje da na čelu kolegija bude jedan od zagrebačkih kanonika. Upravitelj se tada naziva rektor, te su rektori upravljali od 1667. do 1693. godine. Za upravitelja je 1693. postavljen jedan kurator, ali samo na jedu godinu, te od 1695. opet rektori. U upravi su se izmijenila 23 kuratora i 57 rektora. Prvi kurator bio je Toma Knežić (Knessich),a posljednji rektor bio je xy.

## Kroničari kolegija
Postoje brojni podaci o kolegiju ali potrebno je istaknuti djela: spis Đure Peröosa, te anale koje je napisao Vuk Kukuljević Sakcinski rektor kolegija od 1737. U svom dijelu Ammales Seminarii primun, dein Colegii Croatici Viennensi opisao je događaje po godinama od 1627. do 1733. godine. 

## Gosti kolegija
U kolegiju su odsjedali kanonici i njihovi poslanici pri boravku u Beču, te razni hrvatski velikodostojnici koji su obavljali razne poslove na dvoru ili na saborima. Među njima su i Juraj Križanić, Pavao Zorčić, Pavao Ritter Vitezović.

## Poznati pitomci
- Juraj II. Branjug, zagrebački biskup
- Josip Antun Ćolnić, đakovački biskup
- Adam Baltazar Krčelić, zagrebački kanonik, povjesničar
- Vuk Kukuljević, prepozit zagrebačkog kaptola, kroničar kolegija
- Matej Franjo Krtica, đakovački biskup
- Antun Mandić, đakovački biskup
- Ivan Krstitelj Paxy, srijemski, poslije zagrebački biskup
- Adam Patačić, kaločki nadbiskup
- Petar III. Petretić, zagrebački biskup, poslije kaločki nadbiskup
- Stjepan Puc, biskup beogradsko-smederevski
- Mirko (Emerik) Raffay, đakovački biskup
- Adam Ratkay, biskup senjsko-modruški
- Franjo Baltazar Thauszy, biskup đakovački, poslije zagrebački
- Franjo Verenić, biskup srijemski
- Maksimilijan Vrhovac, biskup zagrebački
- Stjepan IV. Želišćević od Gacke, biskup zagrebački
- Antun Zlatarić biskup beogradsko-smederevski
- Toma Kovačević, rektor 1699. – 1701.
- Vuk Kukuljević Sakcinski, kanonik zagrebački, generalni vikar Zagrebačke biskupije, rektor kolegija 1737. – 1739.

## Vanjske poveznice
- Ljudevit IVANČAN, Bečki kolegij zagrebačke biskupije, Bogoslovska smotra 3/1929.
- Ljudevit IVANČAN, Bečki kolegij zagrebačke biskupije, Bogoslovska smotra 4/1929.